# Reach Out
Reach Out ist ein Popsong des italienischen Songwriters Giorgio Moroder, der im Juli 1984 bei CBS erschien. 1985 wurde er auch auf dessen Album Innovisions veröffentlicht. Das Stück wurde vom US-Amerikaner Paul Engemann gesungen und von Moroder, Engemann und Richie Zito komponiert. Das Lied war der offizielle Song der Olympischen Sommerspiele 1984. Dem Komponisten Moroder wurde im Dezember 1984 der Medienpreis Bambi verliehen.

## Musik
Musikalisch werden in den Synthie-Pop eher in den Hintergrund gemischte arena-rockige Gitarreneinsätze eingefügt. Nach einem ruhigen Intro steigert sich das Stück zu einem schnellen Popsong mit stampfendem Rhythmus und fanfarenartigen Keyboardklängen. 

## Entstehung und Veröffentlichung
Moroder arbeitete neben Disco- und Filmmusik, für die er bekannt war, öfter auch an der Begleitmusik für Sportereignisse, so etwa für Eröffnungs- und Schlussfeiern von Olympischen Spielen oder auch zur Fußballweltmeisterschaft 1990, für die er später Un’estate italiana, gesungen von Gianna Nannini und Edoardo Bennato, schrieb. Paul Engemann war ein damals eher unbekannter Sänger, der alsbald bei der Band Animotion sang.
Der Song erreichte die Spitzenposition der Charts in Deutschland, wo das öffentlich-rechtliche Fernsehen ihn bei den Übertragungen oft spielte, ebenso wie Platz zwei in der Schweiz, in den Niederlanden schaffte er es auf Platz 47. In den USA selbst erreichte er jedoch nur Platz 81.
Die B-Seite der Single enthielt eine 2:51 Minuten lange Instrumentalversion.

## Musikvideo
Das Musikvideo wurde aus nahezu unbearbeitetem Bildmaterial u. a. der Ausscheidungswettkämpfe vor den Spielen (Trials) in den USA zusammengestellt. Zu sehen sind Sportler wie Carl Lewis, aber auch Athleten anderer Länder wie etwa Jürgen Hingsen aus Deutschland. Auch eine Goldmedaille der Spiele wird eingeblendet. Der Tempowechsel des Songs wird durch den Schuss aus einer Sportwaffe symbolisiert.

## Coverversionen und Persiflage
Coverversionen existieren von Ricky Shayne (1984), Karel Gott (1999) und Lichtenfels (2003). Elke Heidenreich persiflierte das Lied während der Olympischen Spiele 1984 mit dem Titel „Richard und das Mädel“.